# Tonnerre (Schiff, 2007)
Die Tonnerre (Kennung: L9014) ist ein Amphibisches Angriffsschiff (Hubschrauberträger) der Mistral-Klasse der französischen Marine, das seit 2007 in Dienst steht.

## Geschichte
Die spätere Tonnerre wurde am 26. August 2003 bei der Direction des Constructions Navales in Brest auf Kiel gelegt. Der Stapellauf erfolgte am 26. Juli 2005 und die Indienststellung am 1. August 2007.

## Einsätze
- Mission Corymbe im Golf von Guinea
- Internationaler Militäreinsatz in Libyen 2011, unter der Führung des Capitaine de vaisseau Jean-François Quérat.[1]
- Hilfe beim Hurrikan Irma 2017
- Hilfeleistung nach der Explosionskatastrophe in Beirut 2020